# جينا كاليخا
جينا كاليخا هي كاتِبة وكاتبة للأطفال ورسامة توضيحية كندية، ولدت في 12 مارس 1928 في Lowestoft ‏ في المملكة المتحدة، وتوفيت في 7 مارس 2017.